# Bleek viltvliesje
Het bleek viltvliesje (Tomentellopsis echinospora) is schimmel behorend tot de familie Thelephoraceae. Het is saprotroof en/of mycorrhizavormend. Het leeft voor op vruchtlichamen voornamelijk op strooisel en hout van naaldbomen, zoals dennen (Pinus), lork (Larix), Juniperus en ook berken (Betula). Het komt vooral voor in naaldbossen en -struwelen op voedselarme zandgrond.

## Kenmerken
De kleur is witachtig geel tot bleek zwavelgeel. De schimmel heeft een grove, vezelige, dunne consistentie. Het is volledig geresupineerd, gemakkelijk los te maken, onregelmatige oppervlakken vormend met een diameter van enkele centimeters. Het oppervlak is dicht spinnenwebachtig melig tot fijn vervilt.
De sporen zijn rond tot rond, fijn gestekeld, hyaliene of zeer licht tot lichtgeel en meten 4,5-6-9 × 4-5-7 µm. Ze zijn gesepteerd. De basidia meten 20-35 × 7-9 µm en hebben 2-4 rechte sterigmata. Deze zijn 4-5 µm lang. Er zijn geen cystidia aanwezig. Het heeft een monomitisch hyfensysteem. De hyfen zijn hyaliene, dunwandige, 3-5 (6) µm breed, gesepteerd.

## Ecologie
Op de onderzijde van sterk vergaan loof- en naaldhout, op stronken, in kleine stukjes, ook op humus onder mossen, bladeren, evenals op stenen en zandsteen.

## Verspreiding
In Nederland komt het bleek viltvliesje matig algemeen voor. Het staat niet op de rode lijst en is niet bedreigd.